# Witold Wierzbicki
Witold Wierzbicki  (* 26. Januar 1890 in Warschau; † 30. Januar 1965 ebenda) war ein polnischer Bauingenieur.

## Leben
Wierzbicki studierte Bauingenieurwesen am Institut für Verkehrsbau in Sankt Petersburg mit dem Diplom 1916. Im selben Jahr gewann er den Rippas-Preis. Nach dem Ersten Weltkrieg war er wieder in Polen und baute das Eisenbahnstreckennetz im Auftrag der Regierung wieder auf. 1925 wurde er promoviert und 1926 habilitierte er sich am Polytechnikum in Warschau. 1929 bis 1935 lehrte er Ingenieurwesen und Geodäsie in der Abteilung Forstwesen der Landwirtschaftshochschule und danach Professor für Baustatik am Polytechnikum in Warschau.
Sein zuerst 1929 in Polnisch verfasstes Lehrbuch der Baustatik war in Polen ein Standardwerk. Er ist bekannt für die Entwicklung des statistischen Sicherheitskonzepts in der Baustatik.

## Schriften
- Baumechanik (polnisch). 1929
- Sicherheit von Bauwerken als Wahrscheinlichkeitsproblem (polnisch). Warschau 1936
- La securité des constructions considerée comme problème de probabilité. 1946
- Application de la méthode semi-probabiliste au calcul des dimensions des constructions en acier. In: Proc. IABSE, Band 6, 1960
- Probabilistic and semiprobabilistic methods for the investigation of structure safety. In: Arch. Mech. Stov., Warschau 1957